# 飯田町駅
飯田町駅（いいだまちえき）は、東京都千代田区飯田橋三丁目にあった日本貨物鉄道（JR貨物）中央本線の貨物駅（廃駅）。
山手線の内側に存在した最後の貨物駅であり、また数少ない高架駅の貨物駅でもあった。

## 歴史

### 開業
1895年（明治28年）に、中央本線を敷設した甲武鉄道の東京側のターミナル駅として開設された。
当時は小石川橋通に面し、現在は「大和ハウス東京ビル」となっている場所に駅舎があった。その北側の現在中央本線が通っている場所に頭端式ホーム2面2線があり、構内南側には貨物ホームや機関区・客車区などが置かれていた。
1904年（明治37年）8月になると、中野駅まで電化され、国電の元祖と言われる電車運転の始発駅にもなった。

### 旅客営業廃止
関東大震災からの復興に際し、1928年（昭和3年）に貨客分離を目的とした複々線化工事が新宿駅 - 飯田町駅間で完成。これに伴い隣の牛込駅と電車線の当駅を統合し飯田橋駅が開業、当駅の電車線の列車発着は無くなった。
その後はしばらく長距離列車発着用のターミナル駅として営業を続けていたが、1933年（昭和8年）、機能を新宿駅に譲って旅客営業を廃止し、荷物や貨物の専用駅となり、旅客ホームなどは同年中の御茶ノ水駅 - 飯田町駅間の複々線化のために取り壊された。なお、旅客営業の廃止後も飯田町客貨車区（東イイ、1969年3月1日以降は西イイ）が置かれていた。

### 飯田町紙流通センター開設

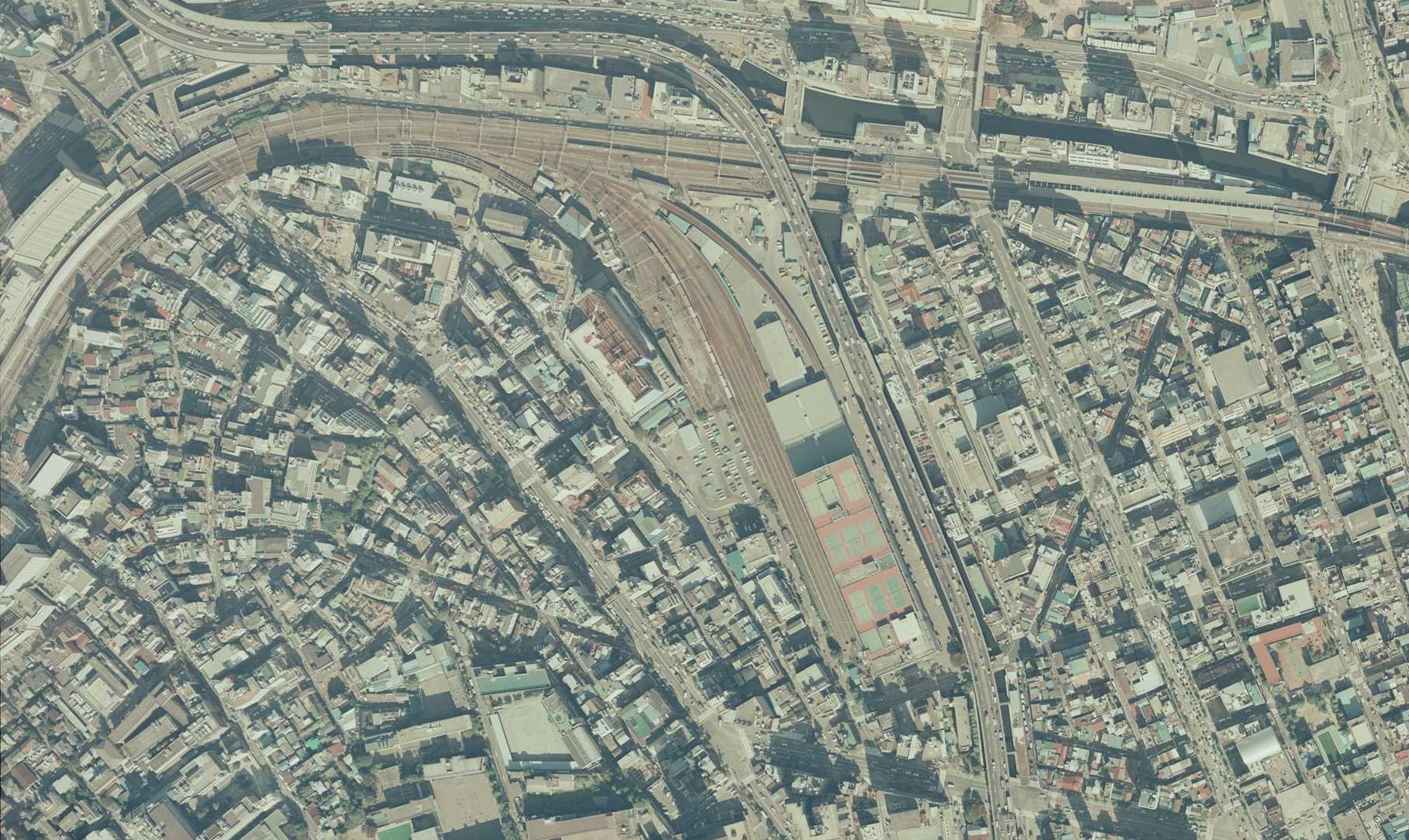
1984年当時の飯田町駅。

出版社や新聞社、印刷会社が多く立地する東京の倉庫不足や、到着駅の荷役設備の不備を解消するため、到着基地を備えた流通倉庫の整備が計画された。
1971年（昭和46年）4月17日に日本国有鉄道と製紙会社、通運会社の共同出資により、株式会社飯田町紙流通センターが設立され、翌1972年（昭和47年）11月1日に当駅構内に紙流通倉庫が開業した。
以降、東京都心の紙の物流基地として機能するようになり、日本各地からの紙輸送貨物列車が当駅に到着するようになった。なお、流通倉庫は旧貨物ホームに建設されたため、1972年3月に当駅の貨物営業は縮小された。
流通倉庫は5階建てで、1階がトラック用荷捌き場、2階が有蓋車用紙積卸ホーム、3・4・5階が紙保管倉庫となっていた。2階に繋がる紙荷役線は2本あり、小型有蓋車（ワム80000形など）20両編成に対応していた。一日当たり10列車200両の取り扱いが可能で、その規模は世界最大と言われていた。
駅ホームは飯田橋駅と同じ高さの高架になっており、駅ホームが飯田橋駅ホームから南側に見えた。飯田橋駅手前から九段下方向に引込線がカーブしており、DE10形ディーゼル機関車が貨物の出し入れをしていた。

### 廃止
流通センターは1985年（昭和60年）前後が最盛期で、1986年度の取り扱い実績は貨車4万6,853両となった。
しかし、印刷会社や新聞社の印刷工場の郊外移転が進み、JR貨物も車扱貨物のコンテナ化を推進したため取扱量は減少に転じた。当駅は軌道負担力の関係でコンテナ車や大型有蓋車が乗り入れられないため、コンテナは周囲の駅で降ろし、流通センターまでトラックで輸送する方式が採られることもあった。
1985年頃の最盛期には一日11本の到着列車があったが、晩年の1996年（平成8年）には2本に減少していた。そして1997年（平成9年）3月に列車の設定が完全に無くなり、1999年（平成11年）3月9日に駅自体も廃止され短い27年間の業務を終えた。駅廃止まで電化はされなかった。

駅廃止後は、流通センターも1999年6月から7月にかけて新座貨物ターミナル駅と隅田川駅へ移転した。

### 廃止後
本線に隣接する線路の一部は保線基地に転用されたほか、駅跡地はJR貨物本社ビル（現・大和ハウス東京ビル）および複合商業施設「アイガーデンエア」として再開発され、オフィスビルや飲食店街、ホテル、高層マンションが建設された。
なお、鉄道博物館内に設けられたミニ運転列車の駅のひとつに、当駅にちなみ「飯田町」の駅名が付けられている。

## 利用状況
貨物列車廃止までの近年の貨物取扱量は下記の通り。
| 年度   | 総数       | 総数       | 車扱貨物   | 車扱貨物   | コンテナ貨物 | コンテナ貨物 | 出典   |
| 年度   | 発送トン数 | 到着トン数 | 発送トン数 | 到着トン数 | 発送トン数   | 到着トン数   | 出典   |
| ------ | ---------- | ---------- | ---------- | ---------- | ------------ | ------------ | ------ |
| 1990年 | 27,604     | 753,802    | 27,604     | 753,802    |              |              | [ 4 ]  |
| 1991年 | 25,157     | 734,752    | 25,157     | 734,752    |              |              | [ 5 ]  |
| 1992年 | 26,244     | 607,308    | 26,244     | 607,308    |              |              | [ 6 ]  |
| 1993年 | 24,418     | 592,633    | 24,418     | 592,633    |              |              | [ 7 ]  |
| 1994年 | 12,415     | 460,493    | 12,415     | 460,493    |              |              | [ 8 ]  |
| 1995年 | 8,855      | 306,939    | 8,855      | 306,939    |              |              | [ 9 ]  |
| 1996年 | 3,630      | 140,261    | 3,630      | 140,261    |              |              | [ 10 ] |
| 1997年 |            |            |            |            |              |              | [ 11 ] |

## 年表
- 1895年（明治28年）4月3日 - 甲武鉄道の駅として、飯田町駅 - 牛込駅間開通時に開業[1]。
- 1904年（明治37年）
  - 8月21日 - 飯田町駅 - 中野駅間が電化。電車発着駅となる。
  - 12月31日 - 御茶ノ水駅 - 飯田町駅間が開通[1]。
- 1906年（明治39年）10月1日 - 甲武鉄道が国有化[1]。
- 1909年（明治42年）10月12日 - 線路名称制定により中央東線（1911年から中央本線）の所属となる。
- 1928年（昭和3年）11月15日 - 電車線飯田町駅と牛込駅を統合した飯田橋駅が開業[1]。当駅が電車線の駅から外れる[1]。
- 1929年（昭和4年）3月16日 - 飯田町駅 - 新宿駅間複々線化。
- 1930年（昭和5年）4月1日 - 複々線のうち複線に独自の営業キロが設定され、本線の駅から外れ飯田町駅 - 新宿駅間を結ぶ支線の終着駅となる[1]。
- 1933年（昭和8年）
  - 7月15日 - 旅客の取扱いを廃止。荷物・貨物の取扱いのみとなる[12][1]。
  - 10月4日 - 複線の営業キロが廃止され、再び本線の水道橋 - 飯田橋間にある駅に戻る[1]。
- 1947年（昭和22年）9月28日 - 貨物列車がブレーキをかけそこない暴走。蒸気機関車が構外へ逸走して道路へ転落した。けが人なし[13]。
- 1949年（昭和24年）6月1日 - 日本国有鉄道発足。
- 1971年（昭和46年）5月22日 - 流通倉庫建設に伴い、貨物ホームを撤去。専用線発着を除く貨物の取扱いを廃止[1]。
- 1972年（昭和47年）11月1日 - 飯田町紙流通センターの流通倉庫が駅構内に完成[3]。
- 1982年（昭和57年）11月15日 - 当駅に接続する専用線全廃。
- 1986年（昭和61年）11月1日 - 荷物の取扱いを廃止[1]。
- 1987年（昭和62年）4月1日 - 国鉄分割民営化によりJR貨物の駅となる[1]。
- 1997年（平成9年）3月22日 - 貨物列車の設定廃止[1]。
- 1999年（平成11年）3月9日 - 廃止。

## 隣の駅
東日本旅客鉄道（JR東日本）
中央本線
水道橋駅 - 飯田町駅 - 飯田橋駅